# Kepler-357d
Kepler-357d es un planeta extrasolar que forma parte del sistema planetario Kepler-357, compuesto por al menos tres planetas. Orbita la estrella denominada Kepler-357. Fue descubierto en el año 2014 por la sonda Kepler por medio de tránsito astronómico.